# 皮薩里夫卡 (沃洛達爾西克-沃林西基區)
50°40′54″N 28°22′8″E / 50.68167°N 28.36889°E
皮薩里夫卡（烏克蘭語：Писарівка），是烏克蘭北部的村莊，隸屬日托米爾州的日托米爾區。該村始建於1860年，面積0.54平方公里，2001年人口134，人口密度每平方公里249.07人。